# Cattolicesimo popolare

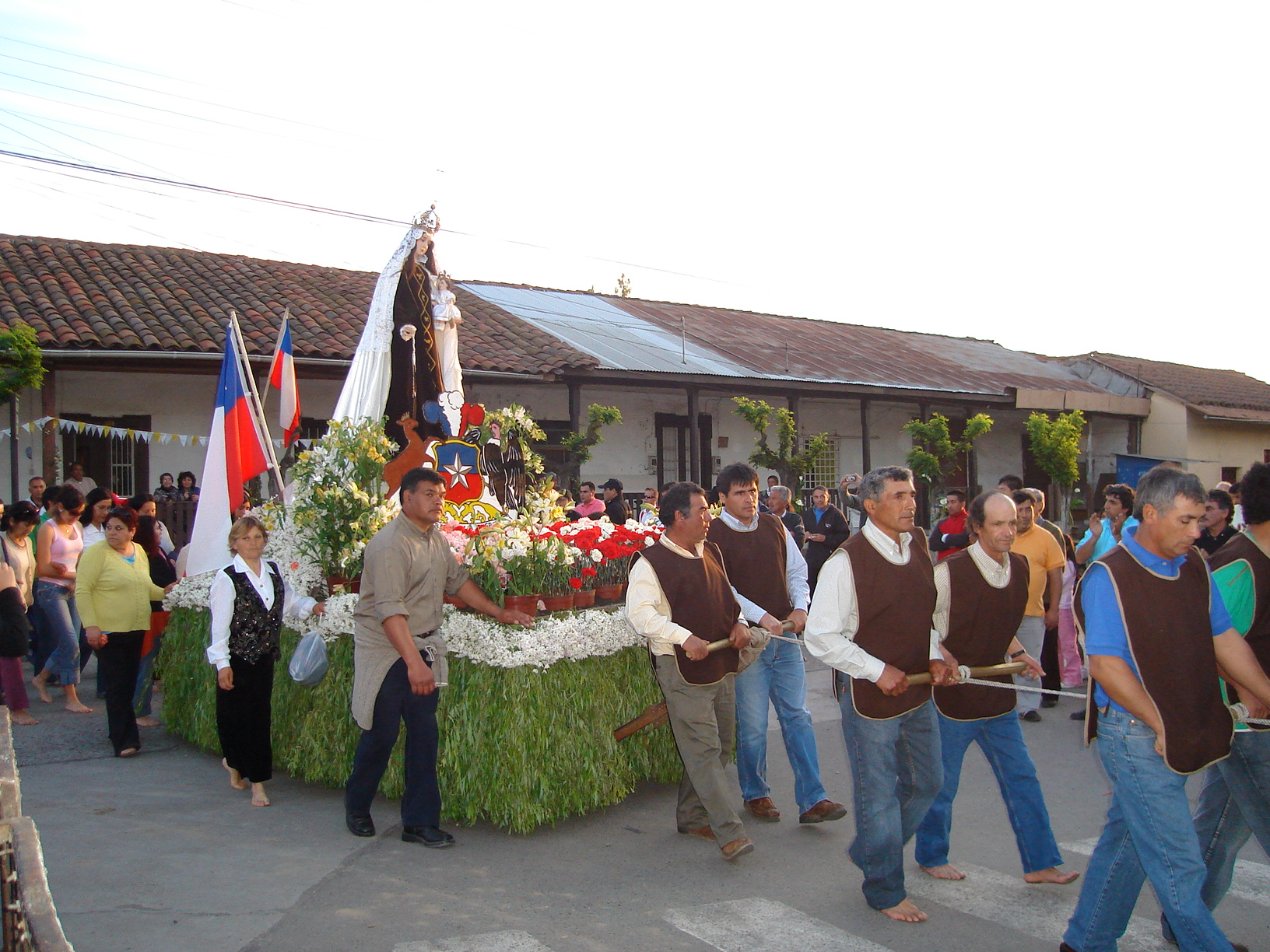
Processione mariana in Cile.

Il cattolicesimo popolare può essere ampiamente descritto come l'insieme delle numerose espressioni etniche, tradizionali e folcloristiche della devozione cristiana praticata nelle più diverse comunità cattoliche.
Le pratiche di culto identificabili come forme di cattolicesimo popolare variano da luogo a luogo, e possono talvolta deviare dagli insegnamenti e dai riti ufficiali della Chiesa cattolica romana. In genere il cattolicesimo popolare risulta dalla combinazione di elementi di una religiosità ancestrale con credenze tipicamente cattoliche.

## Cattolicesimo popolare nel mondo

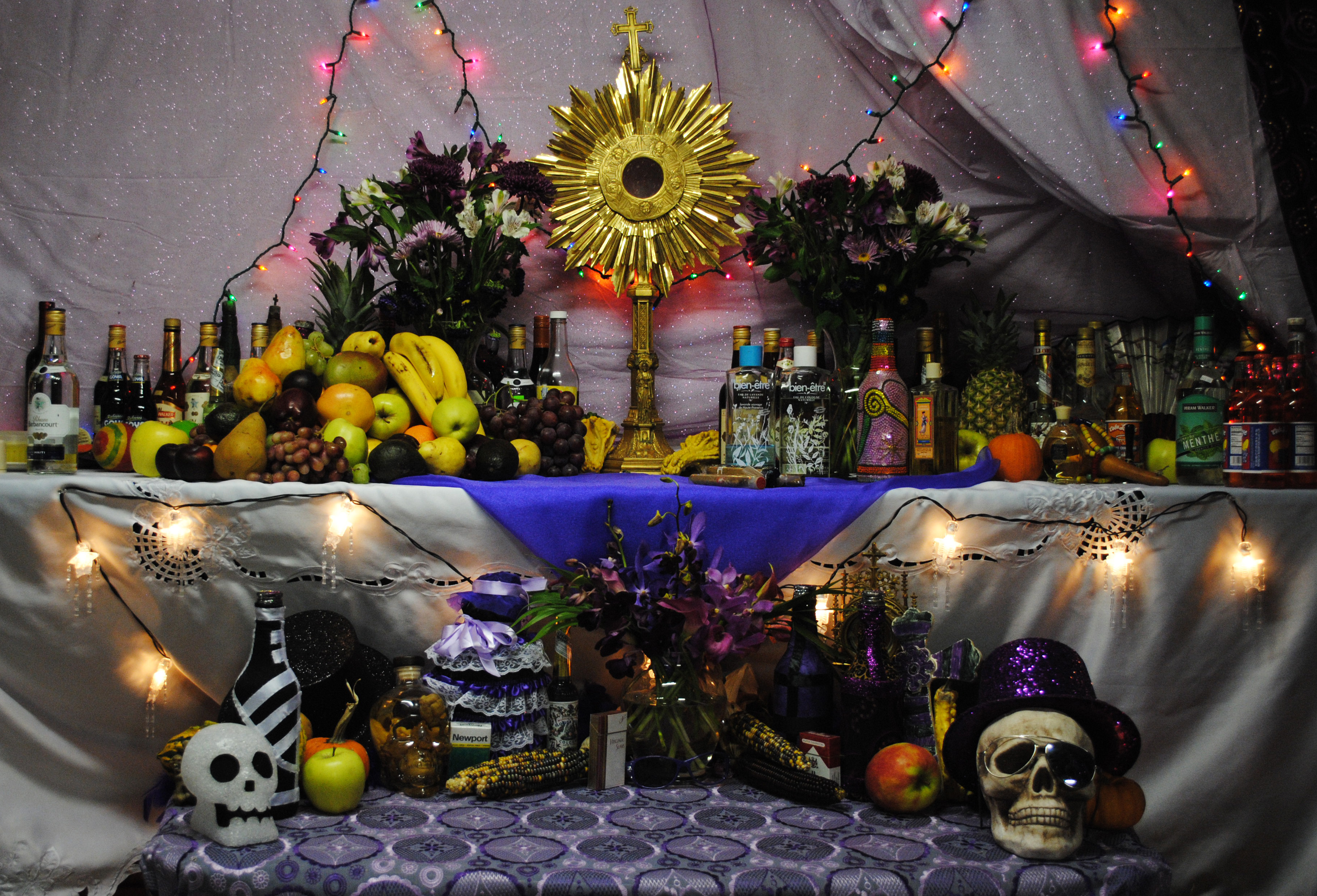
Altare Vudù a Boston, che reca offerte sacre alle famiglie di spiriti Rada, Petro e Guédé, presentando al centro un ostensorio cattolico.

Alcune forme popolari di cattolicesimo derivanti dal sincretismo con credi non cattolici sono considerate come religioni a parte, nel caso ad esempio delle commistioni caraibiche o brasiliane tra la religione cattolica e i culti animisti provenienti dall'Africa occidentale, che includono il vudù haitiano, la santeria cubana e il candomblé brasiliano.
Analoghi complessi sincretismi tra riti cattolici e sistemi di credenze indigene o native americane, comuni tanto nelle comunità maya del Guatemala quanto in quella quechua del Perù solo per citare due esempi, non vengono invece correntemente classificate come religioni separate; i loro praticanti generalmente si ritengono buoni cattolici anche adorando al contempo divinità non cristiane.
Altre pratiche cattoliche popolari integrano elaborazioni locali di costumi cristiani che non sono in contrasto con il rito e la dottrina cattolica. Esempi di questo tipo comprendono la cogenitorialità rituale incentrata sul ruolo del compare per i bambini nella moderna penisola iberica, nell'America Latina e nelle Filippine, che si è sviluppata da pratiche cattoliche medioevali cadute in disuso in Europa dopo il diciassettesimo secolo; la venerazione di alcuni santi locali, e i pellegrinaggi dell'Europa medievale e moderna. Forme di cattolicesimo popolare si presentano a ogni modo laddove il cattolicesimo tende a essere la religione prevalente, non solo nei casi spesso citati dell'America Latina e delle Indie Occidentali. Adattamenti popolari del cattolicesimo a credenze locali si possono ritrovare nella Scozia gaelica, nelle Filippine, in Irlanda, Spagna, Portogallo, Francia, Italia, Polonia e nel sud dell'India.
La Chiesa cattolica romana mostra in genere un atteggiamento pragmatico e tollerante nei confronti del cattolicesimo popolare. Può ad esempio consentire pellegrinaggi ai luoghi in cui si segnalano apparizioni, ad esempio Međugorje, senza avallare né condannare la fede in queste visioni, dichiarando alle volte «degne di credenza» le apparizioni mariane, ad esempio Nostra Signora di Fátima, ed altri fenomeni miracolistici, oppure confermando il culto dei santi locali senza realmente sostenere o raccomandare credenze.
Qualora la Chiesa Cattolica romana ritenga vi sia in corso un'eresia palese, la rifiuta attivamente e ammonisce i cattolici di stare lontano da tali pratiche. È il caso del culto messicano di Santa Muerte (Santa Morte), personificazione e venerazione della morte: la chiesa ha condannato il culto come blasfemo, definendolo una «degenerazione della religione».

### Filippine

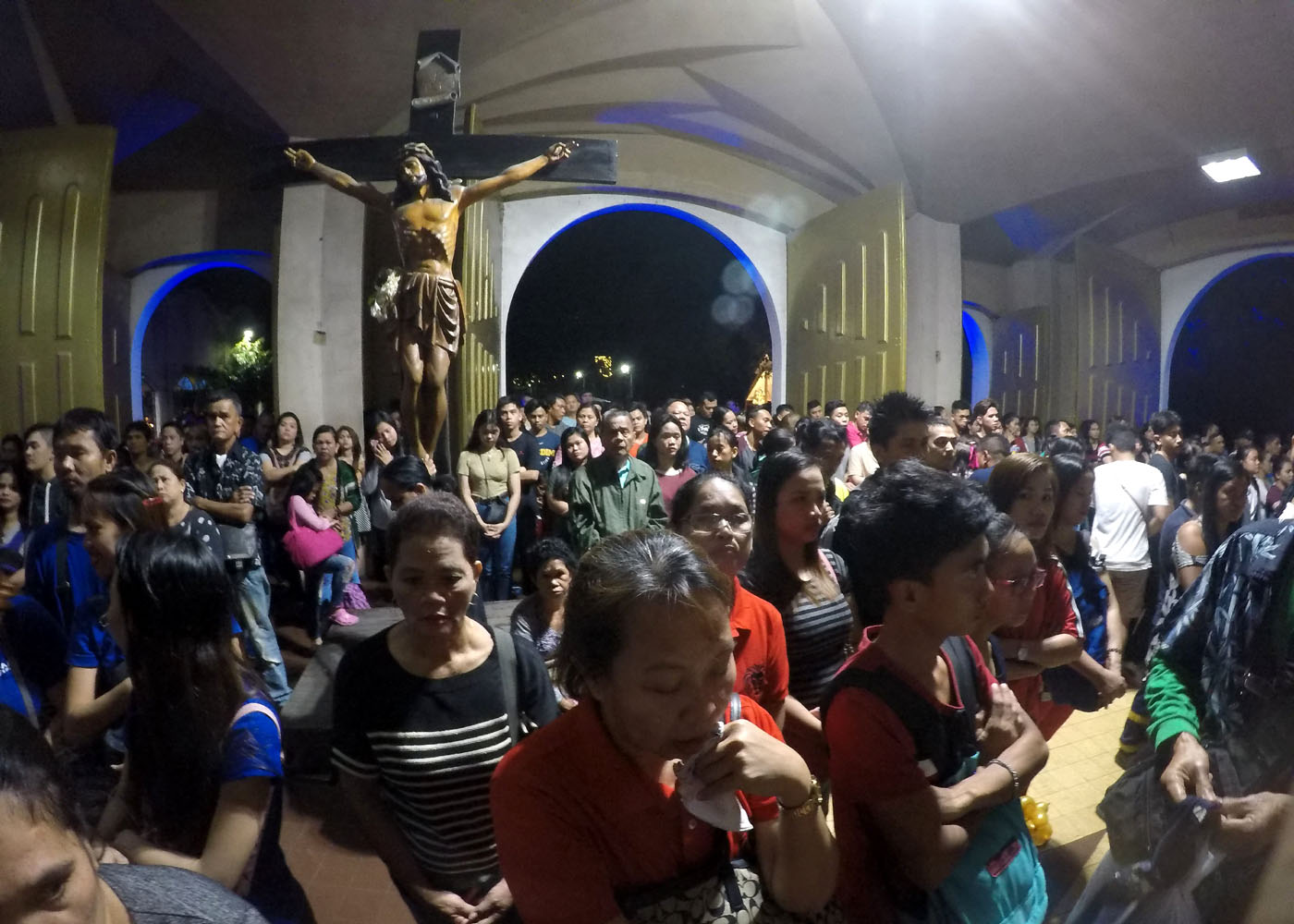
Partecipanti a una delle messe del Simbang Gabi.

Nelle Filippine, tra le più rilevanti forme di cattolicesimo popolare vi è la novena natalizia conosciuta come Simbang Gabi, sorta in seno alla comunità agricola, che consiste in un gesto devozionale di nove giorni di messe in preparazione al Natale. L'ultimo giorno del Simbang Gabi, che coincide con la vigilia di Natale, si svolge il servizio più importante, chiamato in spagnolo Misa de Gallo («la Messa del Gallo»).
Si tratta di un'antica tradizione celebrata sin dal 1669, portata nelle Filippine dai missionari spagnoli: in origine le nove messe si svolgevano molto presto al mattino, perché la maggior parte degli abitanti del paese erano agricoltori che si dovevano recare al lavoro prima dell'alba, per evitare di stare nei campi nelle ore più calde della giornata.
Mentre le novene serali erano più comuni nel resto del mondo ispanico, quest'usanza natalizia divenne infine una caratteristica distintiva della cultura filippina ed un simbolo di partecipazione condivisa della fede popolare.

### Italia

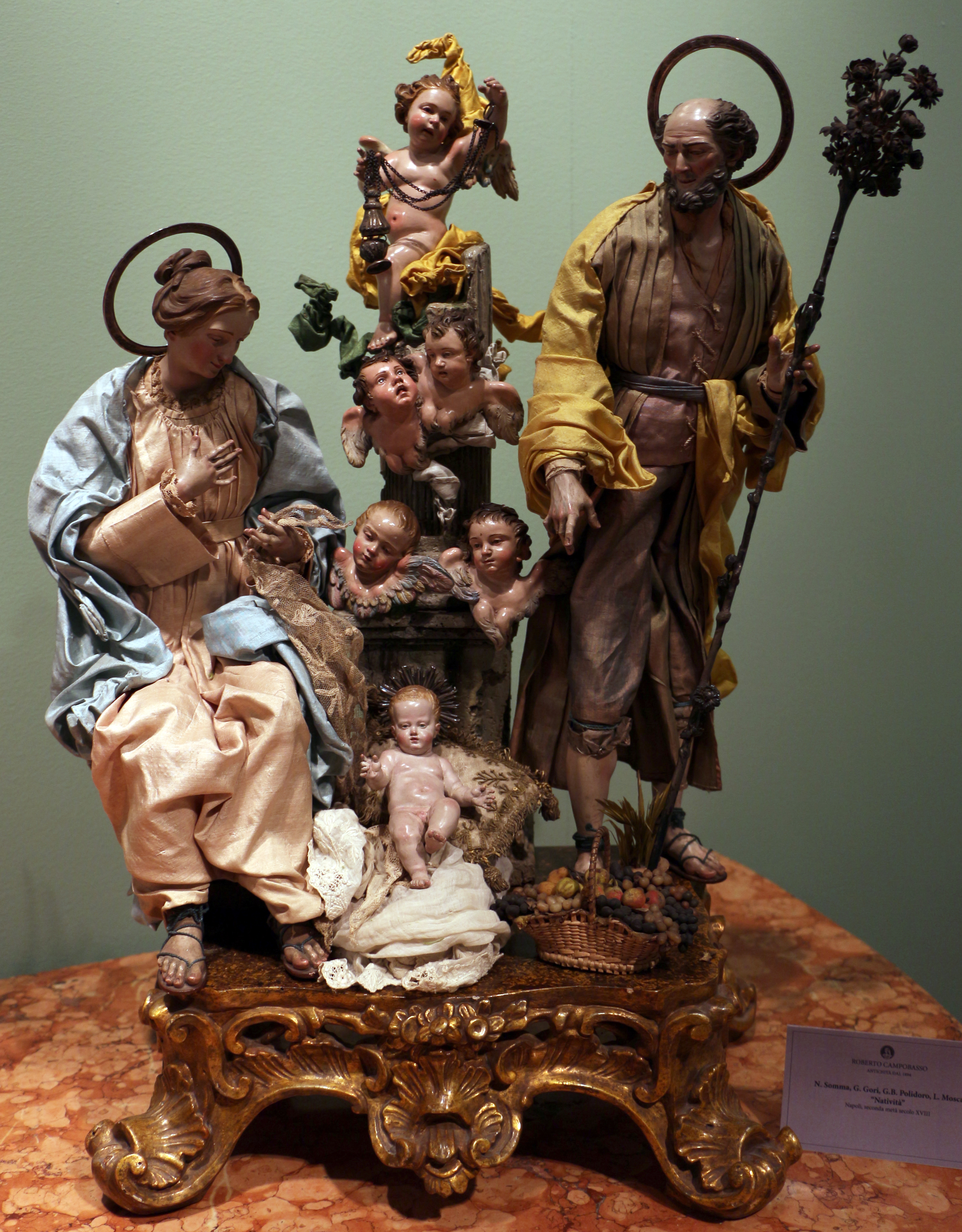
Figure del presepe napoletano.

In Italia la diffusione del cattolicesimo popolare, che secondo il cardinal Camillo Ruini connota profondamente l'identità cattolica di questo paese, deve la sua peculiarità a tre fattori principali:
- il comune senso di appartenenza alla Chiesa cattolica, che proprio in Italia ha la sua sede;
- diffuse forme tradizionali di devozione verso Gesù, Madonne, angeli, santi e patroni, presenti in ogni regione italiana e legate a santuari, simboli, reliquie e feste religiose;
- infine l'attività assistenziale e formativa di numerose aggregazioni cattoliche con scopi caritativi e culturali.[5]

Eventi storici fondamentali che hanno contribuito alla formazione del cattolicesimo popolare italiano sono stati la Controriforma, conseguente al Concilio di Trento, durante la quale furono soprattutto le campagne ad essere investite dal rinnovamento educativo della Chiesa, e poi l'impegno sociale e civile del movimentismo cattolico fra Ottocento e Novecento.

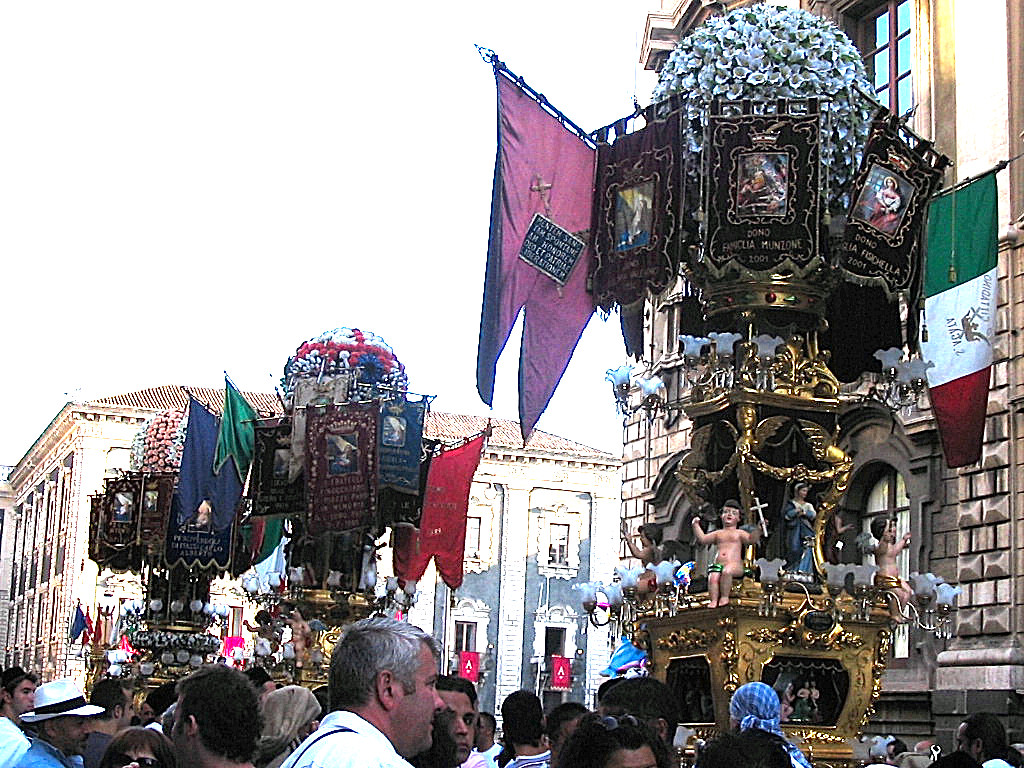
Candelore per la festa di Sant'Agata a Catania.

Si tratterebbe di un retaggio ancora vivo, sopravvissuto all'odierna secolarizzazione, di fronte al quale la Chiesa stessa sarebbe chiamata a scegliere fra un sostegno pastorale a queste forme di cultura popolare o la preferenza per una spiritualità esclusivamente d'élite.
Tra i santi e patroni più popolari in Italia risulta San Pio, seguito da altri come Sant'Antonio, San Francesco, Santa Rita, San Giuseppe, San Michele, Madre Teresa, Santa Chiara, Santa Rosalia, San Gennaro, Sant'Agata, Sant'Ambrogio, Santa Caterina, ecc. Nel tessuto popolare del mondo contadino la presenza del sacro sarebbe ancora associato, sin da tempi remoti, a riti di magia tradizionale chiamata in Sicilia «benedicaria», che è il nome con cui venne fatta conoscere in America dagli emigranti, ma praticata ad esempio anche nella Pianura Padana dalle «strolghe», basata sulla conoscenza di erbe, formule e incantesimi usati insieme ai sacramenti e alle preghiere della Chiesa Cattolica.